# XIX з'їзд КПУ
XIX з'їзд КПУ — з'їзд Комуністичної партії України, що відбувся 17—21 січня 1956 року в Києві.
У роботі з'їзду взяли участь 859 делегатів з ухвальним і 60 — з дорадчим голосом, які представляли 838 300 членів і 57 100 кандидатів у члени партії.

## Порядок денний з'їзду
1. Обговорення проекту ЦК КПРС «Директиви XX з'їзду КПРС по шостому п'ятирічному плану розвитку народного господарства СРСР на 1956–1960 роки» (доповідач Кальченко Никифор Тимофійович).
2. Звіт ЦК КПУ (доповідач Кириченко Олексій Іларіонович).
3. Звіт Ревізійної комісії КПУ (доповідач Нечипорук Зоя Савівна).
4. Вибори керівних органів КПУ.

## Керівні органи партії
Обрано Центральний комітет у складі 111 членів і 63 кандидатів у члени ЦК, Ревізійну комісію у складі 39 осіб.

### Члени Центрального комітету
- Александров Микола Михайлович
- Ангеліна Парасковія Микитівна
- Андріанов Сергій Миколайович
- Бажан Микола Платонович
- Барановський Анатолій Максимович
- Барильник Тимофій Григорович
- Батов Павло Іванович
- Бегма Василь Андрійович
- Благун Микола Григорович
- Бондар Оксана Євстахіївна
- Ботвинов Олександр Гнатович
- Бубновський Микита Дмитрович
- Буркацька Галина Євгенівна
- Бутенко Григорій Прокопович
- Валігура Іван Трохимович
- Валуєв Володимир Миколайович
- Ваш Іван Михайлович
- Виштак Степанида Демидівна
- Вівдиченко Іван Іванович
- Вольтовський Борис Іовлевич
- Гайовий Антон Іванович
- Гапій Дмитро Гаврилович
- Гіталов Олександр Васильович
- Глухов Захар Миколайович
- Глушко Василь Йосипович
- Гмиря Петро Арсентійович
- Гнатенко Марина Василівна
- Горюнов Сергій Кіндратович
- Гречуха Михайло Сергійович
- Гришко Григорій Єлисейович
- Грушецький Іван Самійлович
- Гуреєв Микола Михайлович
- Давидов Олексій Йосипович
- Денисенко Олексій Іванович
- Дрозденко Василь Іванович
- Дружинін Володимир Миколайович
- Дубковецький Федір Іванович
- Іванов Іван Олександрович
- Іващенко Ольга Іллівна
- Казанець Іван Павлович
- Кальченко Никифор Тимофійович
- Караваєв Костянтин Семенович
- Касатонов Володимир Опанасович
- Кириченко Олексій Іларіонович
- Кисляков Костянтин Сергійович
- Клименко Василь Костянтинович
- Коваль Іван Лукич
- Ковпак Сидір Артемович
- Козир Павло Пантелійович
- Компанець Іван Данилович
- Ком'яхов Василь Григорович
- Корнійчук Олександр Євдокимович
- Коротченко Дем'ян Сергійович
- Кривенко Яків Миколайович
- Кривонос Петро Федорович
- Кругляк Пилип Каленикович
- Кузьмич Антон Савич
- Куликов Яків Павлович
- Куманьок Порфирій Хомич
- Кухаренко Лідія Іванівна
- Лазуренко Михайло Костянтинович
- Литвин Костянтин Захарович
- Литовченко Григорій Павлович
- Маленкін Андрій Сергійович
- Мартинов Федір Гнатович
- Морозова Євдокія Семенівна
- Москалець Костянтин Федорович
- Назаренко Іван Дмитрович
- Найдек Леонтій Іванович
- Науменко Андрій Михайлович
- Нежевенко Григорій Семенович
- Нікітченко Віталій Федотович
- Онищенко Вадим Прохорович
- Онищенко Григорій Потапович
- Палладін Олександр Володимирович
- Панасюк Денис Харитонович
- Підгорний Микола Вікторович
- Піснячевський Дмитро Петрович
- Плахотник Мотрона Юхимівна
- Посмітний Макар Онисимович
- Радзієвський Олексій Іванович
- Рожанчук Микола Михайлович
- Саблєв Павло Юхимович
- Савченко Марія Харитонівна
- Сахновський Георгій Леонідович
- Семинський Віталій Купріянович
- Сєнін Іван Семенович
- Синиця Михайло Сафронович
- Синяговський Петро Юхимович
- Слободянюк Маркіян Сергійович
- Смирнов Леонід Васильович
- Соболь Микола Олександрович
- Співак Марк Сидорович
- Стафійчук Іван Йосипович
- Степченко Федір Петрович
- Строкач Тимофій Амвросійович
- Титов Віталій Миколайович
- Тичина Павло Григорович
- Тищенко Сергій Іларіонович
- Федоров Олексій Федорович
- Федотов Дмитро Іванович
- Чеканюк Андрій Терентійович
- Червоненко Степан Васильович
- Чуйков Василь Іванович
- Шевель Георгій Георгійович
- Шевчук Григорій Іванович
- Шелест Петро Юхимович
- Щеглов Панас Федорович
- Щербак Пилип Кузьмич
- Щербицький Володимир Васильович
- Якименко Семен Семенович

### Кандидати в члени Центрального комітету
- Адамець Данило Іванович
- Ананченко Федір Гурійович
- Андрієнко Леонід Васильович
- Бабійчук Ростислав Володимирович
- Бєлогуров Микола Кіндратович
- Братусь Василь Дмитрович
- Булгаков Олександр Олександрович
- Бурмистров Олександр Олександрович
- Гарагонич Іван Георгійович
- Голубар Семен Григорович
- Гриценко Павло Пилипович
- Гуляєва Марія Яківна
- Гусєв Володимир Іванович
- Данилевич Олександр Степанович
- Дементьєв Георгій Гаврилович
- Дядик Іван Іванович
- Єлістратов Петро Матвійович
- Єременко Анатолій Петрович
- Єсипенко Іван Іванович
- Кабков Яків Іванович
- Кайкан Петро Федорович
- Коваль Олексій Григорович
- Коваль Федір Тихонович
- Козланюк Петро Степанович
- Козлова Олена Борисівна
- Конопкін Митрофан Михайлович
- Коровченко Андрій Григорович
- Кравецький Петро Дем'янович
- Кузьменко Михайло Григорович
- Лутак Іван Кіндратович
- Людников Іван Ілліч
- Мамсуров Хаджі-Умар Джіорович
- Назаренко Іван Тимофійович
- Непорожній Петро Степанович
- Однороманенко Олександр Митрофанович
- Олейников Віктор Степанович
- Паламарчук Лука Хомич
- Пізнак Федір Іванович
- Пінчук Григорій Павлович
- Пилипенко Володимир Іванович
- Прилюк Дмитро Михайлович
- Прянишніков Михайло Павлович
- Речмедін Леонід Остапович
- Решетняк Пилип Нестерович
- Розенко Петро Якимович
- Савков Микола Никифорович
- Селіванов Олександр Гнатович
- Сердечна Дарія Севастянівна
- Сидоренко Олександр Петрович
- Скрябін Володимир Володимирович
- Сорока Євдоким Дмитрович
- Степаненко Олександр Данилович
- Титаренко Олексій Антонович
- Третьяков Григорій Іванович
- Трусов Костянтин Ананійович
- Турбай Григорій Автономович
- Усов Павло Олексійович
- Федосєєв Олександр Іванович
- Філонов Іван Георгійович
- Чернявська Таїсія Іванівна?
- Черченко Андрій Спиридонович
- Яворський Іван Йосипович
- Ярощук Юхим Арсентійович

### Члени Ревізійної комісії
- Бажанов Юрій Павлович
- Бакланов Гліб Володимирович
- Бистріков Григорій Федотович
- Дериш Клавдія Мусіївна
- Іванов Володимир Петрович
- Коваль Борис Андронікович
- Кондратенко Андрій Павлович
- Коротков Федір Іванович
- Косенко Зоя Миколаївна
- Кравченко Леонід Гаврилович
- Крамаренко Олександр Григорович
- Левченко Іван Федотович
- Логвин Іван Михайлович
- Маров Василь Панасович
- Марченко Георгій Іларіонович
- Мокроус Федір Якович
- Мужицький Олександр Михайлович
- Нечипорук Зоя Савівна
- Новиков Гнат Трохимович
- Пашко Яків Юхимович
- Передерій Ольга Іванівна
- Петрищев Микола Андрійович
- Пєшков Василь Аврамович
- Подольський Микола Тимофійович
- Руденко Марія Антонівна
- Рудич Михайло Антонович
- Савельєв Іван Степанович
- Стефаник Семен Васильович
- Стеценко Степан Омелянович
- Судейко Степан Володимирович
- Суркін Микола Прокопович
- Танченко Степан Дмитрович
- Хорунова Марія Тихонівна
- Храпунов Павло Пилипович
- Чебриков Віктор Михайлович
- Шевченко Володимир Васильович
- Штокало Йосип Захарович
- Щербина Олексій Романович
- Яремчук Григорій Филимонович